# Cornelis Massys

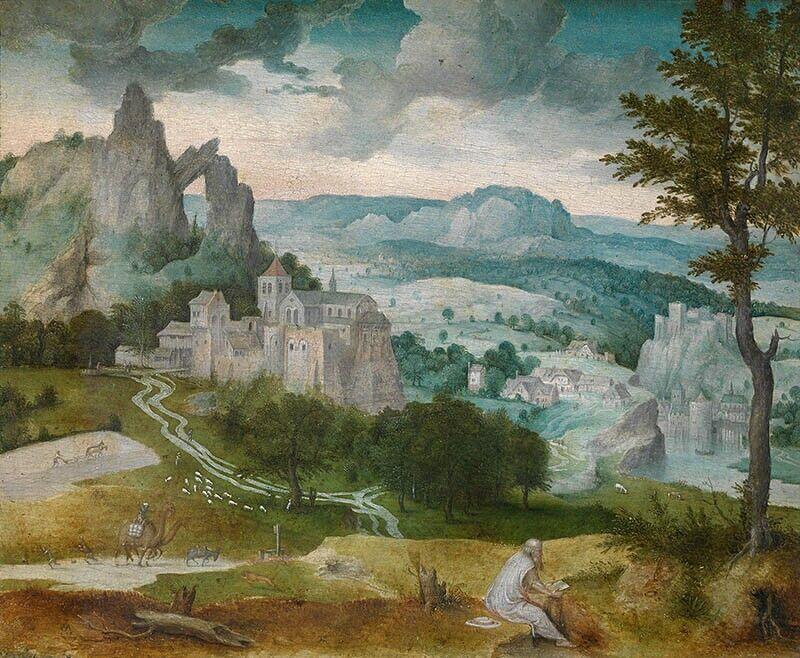
Święty Hieronim w pejzażu, 1547

Cornelis Massys, Matsys, Metsys, lub Matsijs (ur. ok. 1510 w Antwerpii, zm. ok. 1556/1557 tamże) – flamandzki malarz, rysownik i grawer, syn Quentina Massysa i brat Jana.
Podobnie jak brat Jan w 1531 został mistrzem gildii św. Łukasza. Początkowo zajmował się rytownictwem, przedstawiając głównie sceny rodzajowe. Malował też spokojne pejzaże wykorzystując efekty świetlne i atmosferyczne i będąc pod wyraźnym wpływem Joachima Patinira. Ilustrował życie i zwyczaje chłopów wyprzedzając Pietera Bruegla. Swoje rysunki sygnował monogramem C.M.E., jego życie i dorobek nie zostały dobrze poznane.

## Wybrane prace
- Święta Rodzina w Betlejem, 1540, Berlin,
- Ucieczka do Egiptu, 1543, Berlin,
- Święty Hieronim w pejzażu, 1547, Antwerpia,
- Kazanie św. Jana, Amsterdam.